# NEO (Kryptowährung)
NEO ist eine Blockchain-Plattform und Kryptowährung, die die Entwicklung digitaler Assets und intelligenter Verträge – sogenannter Smart Contracts – ermöglicht.

## Beschreibung
Das Projekt hat seinen Sitz in der Volksrepublik China und wurde ursprünglich im Jahr 2014 als AntShares bei Da HongFei and Erik Zhang gestartet. Seit seiner Umbenennung von Antshares zu Neo im Jahr 2017 verfolgt das Projekt die Vision, eine „intelligente Ökonomie“ zu verwirklichen, indem es Blockchain-Technologie und Smart Contracts nutzt, um digitaler Assets freizusetzen und zu verwalten.
NEO verwendet einen Proof-of-Stake-Konsensusmechanismus auf Basis einer delegierten Byzantinischen Fehlertoleranz (dBFT) und kann bis zu 10.000 Transaktionen pro Sekunde abwickeln. Das Grundvermögen der Neo-Blockchain ist der nicht teilbare Neo-Token, der GAS-Token generiert. Diese GAS-Token, ein eigenständiger Vermögenswert im Netzwerk, können zur Begleichung von Transaktionsgebühren verwendet werden und sind bis zur kleinsten Einheit von 0.00000001 teilbar. Die Inflationsrate von GAS wird durch einen abklingenden Halbwertszeit-Algorithmus gesteuert, der über einen Zeitraum von etwa 22 Jahren 100 Millionen GAS freisetzen wird. Da sich die von Da Hongfei entwickelte Kryptowährung auf Smart Contracts fokussiert, wurde sie auch das Ethereum Chinas genannt.
NEO ist das leitende Token. 100 Millionen NEO wurden im Genesis-Block erschaffen, wobei ungefähr 50 % von der Neo-Stiftung zurückgelegt wurden, um die Entwicklung des Neo-Ökosystems zu incentivieren. Das minimale Maß eines NEO-Tokens beträgt 1 und ist unteilbar. Es ist im Genesis-Block registriert und wird in den Multisignatur-Adressen der Ersatz-Validatoren aufbewahrt.
Gemäß historischen Daten im Februar 2021 betrug die Marktkapitalisierung von NEO etwa 2 Milliarden US-Dollar und lag damit auf Rang 34 der wertvollsten Kryptowährungen.
Im Oktober 2022 betrug die Marktkapitalisierung rund 590 Millionen US-Dollar. Das entsprach dem 74. Platz auf der Liste. Ebenso schwankte laut statistischen Angaben der Preis des NEO-Tokens in seiner Geschichte zwischen einem Allzeit-Tiefststand am 21. Oktober 2016 von 0,078349 $ und einem Allzeithöchststand am 15. Januar 2018 von 198,38 US-Dollar für 1 NEO-Token.

## Kursentwicklung
Der Kurs von NEO stieg zunächst von anfänglich unter einem Dollar auf über 195 USD im Januar 2018. In den folgenden Jahren sank der Kurs auf unter 6 USD, um 2021 wieder auf über 120 USD zu steigen. Aktuell liegt der Preis bei etwa 13 USD. (Stand Dezember 2023)
| NEO | US-Dollar | Datum           |
| --- | --------- | --------------- |
| 1   | 196,75 ,0 | 15. Januar 2018 |

| US-Dollar / NEO | erstmals erreicht | benötigte Tage |
| --------------- | ----------------- | -------------- |
| 50,0            | 14. Dez. 2017     |                |
| 100,0           | 3. Jan. 2018      | 20             |